# بینتولو
بینتولو یکی از شهرهای ساحلی مالزی و مرکز بخش بینتولو (با مساحت ۷٬۲۲۰٫۴ کیلومتر مربع) در ایالت ساراواک است. 
این شهر در حدود ۶۵۰ کیلومتری کوچینگ و در حدود ۲۱۵ کیلومتری سیبو و میری قرار دارد.

## جمعیت‌شناسی
بینتولو چهارمین شهر پرجمعیت ایالت ساراواک پس از شهرهای کوچینگ، میری و سیبو است. 
بر اساس آمار سال ۲۰۰۷ جمعیت این شهر برابر با ۱۸۰٬۰۰۰ نفر بوده است. 
از لحاظ نژادی، جمعیت بینتولو را ایبانها، چینی‌ها، مالایی‌ها، کایان‌ها، پونان‌ها و سگان‌ها که بومی منطقه هستند و نیز تعدادزیادی از کارگران خارجی شامل می‌شوند. 